# Liste der Bodendenkmäler in Isselburg
Die Liste der Bodendenkmäler in Isselburg enthält die denkmalgeschützten unterirdischen baulichen Anlagen, Reste oberirdischer baulicher Anlagen, Zeugnisse tierischen und pflanzlichen Lebens und paläontologischen Reste auf dem Gebiet der Stadt Isselburg im Kreis Borken in Nordrhein-Westfalen (Stand: 3. März 2016). Diese Bodendenkmäler sind in Teil B der Denkmalliste der Stadt Isselburg eingetragen; Grundlage für die Aufnahme ist das Denkmalschutzgesetz Nordrhein-Westfalen (DSchG NRW).
| Bild | Bezeichnung                            | Lage                                   | Beschreibung | Bauzeit | Eingetragen seit | Denkmal- nummer |
| ---- | -------------------------------------- | -------------------------------------- | ------------ | ------- | ---------------- | --------------- |
|      | Siedlung                               |                                        |              |         |                  | 39              |
|      | ehemalige Reformierte Kirche Isselburg | Isselburg Bleichstraße / Minervastraße |              |         |                  | 41              |
|      | Altes Rathaus Isselburg                | Isselburg                              |              |         |                  | 42              |
|      | Alte Pfarrkirche Anholt                | Anholt Steinweg 2                      |              |         |                  | 43              |
|      | Lutherische Kirche Isselburg           | Isselburg Minervastraße 8              |              |         |                  | 44              |
|      | Reformierte Kirche Werth               | Werth Binnenstraße 13                  |              |         |                  | 45              |
|      | Stadtbefestigung Isselburg             | Isselburg                              |              |         |                  | 46              |
|      | Stadtbefestigung Werth                 | Werth                                  |              |         |                  | 47              |
|      | ehemalige Lutherische Kirche           |                                        |              |         |                  | 49              |